# Glaucocystis
Glaucocystis es un género de algas de la división Glaucophyta. Son algas unicelulares y que naturalmente habitan en aguas dulces como ríos, lagos, lagunas, etc. Están lejanamente emparentadas con las plantas ya que pertenecen al clado Archaeplastida equivalente al reino Plantae en algunos sistemas de clasificación.

## Especies
Incluye las siguientes especies:
- Glaucocystis bullosa (Kützing) Wille
- Glaucocystis caucasica D.A.Tarnogradskii
- Glaucocystis cingulata Bohlin
- Glaucocystis duplex Prescott
- Glaucocystis indica R.J.Patel
- Glaucocystis molochinearum Geitler
- Glaucocystis nostochinearum Itzigsohn
- Glaucocystis reniformis B.N.Prasad & P.K.Misra
- Glaucocystis simplex D.A.Tarnogradskii